# Porfin
Porfin je osnovno hemijsko jedinjenje iz porfirinske klase, koja sadrži niz biohemijski značajnih jedinjenja. Hemijska formula porfina je . Porfin je aromatično i heterociklično jedinjenje. Njegova hemijska struktura se sastoji od četiri pirolna prstena spojena putem četiri metinske (=–) grupe, čime se formira veći makrociklusni prsten.

## Strukturne karakteristike porfina
Oko oboda makrociklusnog prstena, postoji ciklični lanac 2 hibridizovanih ugljenikovih atoma, svi od kojih su deo sistema kougovanih dvostrukih veza, koje daju molekulu njegov aromatični karakter. Rezonantne strukture porfina se mogu prikazati na sledeći način
Aromatični karakter porfina potiče od kougacije, kao i od njegove planarne geometrije, što znači da svi atomi leže u jednoj ravni. Vezani za ciklični lanac ugljenika su četiri atoma azota u centru molekula, dva od kojih su vezana za atome vodonika, dok su druga dva atoma azota deo sistema kougovanih dvostrukih veza.